# قطعنامه ۱۲۰۳ شورای امنیت
قطعنامه ۱۲۰۳ شورای امنیت سازمان ملل متحد که در تاریخ ۲۴ اکتبر ۱۹۹۸ تصویب شد، سندی بین‌المللی دربارهٔ بررسی وضعیت در کوزوو است. این قطعنامه طی نشست ۳۹۳۷ام با ۱۳ رای موافق، ۰ مخالف و ۲ ممتنع تصویب شد.